# 威虎岭
威虎岭，张广才岭南部的支脉，位于敦化与蛟河、桦甸之间，为牡丹江上游与松花湖的分水岭。

## 位置
北起阴背山，南止红石附近，过第二松花江与龙岗山相接。呈北北东走向，长约160公里，宽30～40公里。

## 地质
山体多由华力西期和燕山期花岗岩组成，间有二叠系变质岩和第三纪玄武岩，新构造运动中隆起明显，并有大量熔岩溢出。

## 地貌
以中山、低山为主，海拔800～1100米，相对高度300～600米，山顶多浑圆。南部富尔岭一带多为第三纪玄武岩组成的平顶山，山体切割轻微，主脉走向清晰。主要山峰有大平顶山（1283．6米）、阴背山（1236．2米）、大青沟顶子（1012．7米）、团山子（826．9米）等。山上森林茂密。